# نادي خدمات رفح موسم 2016–17
نادي خدمات رفح موسم 2016–17 هو الموسم الحادي عشر له منذ تأسيس الدوري الفلسطيني الممتاز لقطاع غزة .

## البطولات

### الدوري الفلسطيني الممتاز لقطاع غزة
| الترتيب | الفريق       | المباريات | المباريات | المباريات | المباريات | الأهداف | الأهداف | الأهداف | النقاط | تأهل/هبوط                                    |
| الترتيب | الفريق       | لعب       | فاز       | تعادل     | خسر       | له      | عليه    | الفارق  | النقاط | تأهل/هبوط                                    |
| ------- | ------------ | --------- | --------- | --------- | --------- | ------- | ------- | ------- | ------ | -------------------------------------------- |
| 1       | الصداقة      | 22        | 11        | 7         | 4         | 31      | 18      | 13      | 40     | بطل وتأهل إلى كأس السوبر الفلسطيني لقطاع غزة |
| 2       | شباب رفح     | 22        | 11        | 6         | 5         | 36      | 17      | 19      | 39     |                                              |
| 3       | خدمات رفح    | 22        | 10        | 9         | 3         | 25      | 15      | 10      | 39     |                                              |
| 4       | شباب خانيونس | 22        | 9         | 10        | 3         | 31      | 22      | 9       | 37     |                                              |

### كأس فلسطين لأندية قطاع غزة
| 14 أبريل 2017 دور ال32 | خدمات رفح | 1–1 (4–3 ج) | خدمات النصيرات |  |

| 23 أبريل 2017 دور ال16 | خدمات رفح | 2–0 | الجلاء |  |

| 29 أبريل 2017 دور ربع النهائي | التفاح | 1–3 | خدمات رفح |  |

| 6 مايو 2017 دور نصف النهائي | شباب خانيونس | 0–1 | خدمات رفح |  |

| 12 مايو 2017 الدور النهائي | شباب رفح                    | 2–0     | خدمات رفح | ملعب اليرموك                           |
| 16:00                      | الشيخ عيد 13' · السباخي 82' | (تقرير) |           | الحضور: 7.000 الحكم: أمين عوض (فلسطين) |